# Cuarteles de invierno (fuerzas armadas)
Los cuarteles de invierno son el acantonamiento de las tropas de un ejército en campaña cuando se suspenden las operaciones en invierno.

## Antigua Roma
Tito Livio cuenta que, con motivo de la tercera guerra de Veyes y para evitar que los trabajos de asedio se echaran a perder durante el invierno, en el año 403 a. C. los comandantes militares decidieron establecer fortificaciones para que se pudiese continuar ininterrumpidamente la guerra. La medida trajo el rechazo de los tribunos de la plebe, fue defendida por el senador patricio Apio Claudio Craso con el respaldo de sus colegas y aprobada tras las noticias desfavorables llegadas a Roma del curso de la guerra que movilizaron voluntariamente a una parte de la ciudadanía que aseguró que no regresarían hasta la conquista de Veyes.